# Amphiprion pacificus
Amphiprion pacificus là một loài cá hề thuộc chi Amphiprion trong họ Cá thia. Loài này được mô tả lần đầu tiên vào năm 2010.

## Từ nguyên
Tính từ định danh bắt nguồn từ tiếng Latinh có nghĩa là "thái bình", hàm ý đề cập đến Thái Bình Dương, phạm vi phân bố của loài cá này.

## Phạm vi phân bố và môi trường sống
A. pacificus được ghi nhận tại đảo Wallis, Fiji, Tonga và quần đảo Samoa. Loài này sống cộng sinh với hải quỳ Heteractis magnifica gần các rạn san hô ở độ sâu khoảng từ 4 đến ít nhất là 10 m.

## Mô tả
A. pacificus có chiều dài cơ thể tối đa được quan sát và ghi nhận là 6 cm. Loài cá này tổng thể có màu nâu (hơi ửng màu hồng nhạt), chuyển dần sang màu cam hoặc màu vàng nhạt ở phần thân dưới và bụng. Có một dải sọc trắng từ đỉnh đầu, chạy dài dọc theo gốc vây lưng đến cuống đuôi. Các vây màu trắng nhạt hoặc trong mờ.
A. pacificus có kiểu hình khá tương đồng với hai loài là Amphiprion akallopisos và Amphiprion sandaracinos, nhưng kết quả di truyền cho thấy, A. pacificus có quan hệ họ hàng gần với A. sandaracinos hơn so với A. akallopisos. So với A. pacificus, A. sandaracinos có màu cam đồng nhất và sọc trắng ở trán kéo dài xuống cả môi trên.
Số gai ở vây lưng: 9; Số tia vây ở vây lưng: 18–20; Số gai ở vây hậu môn: 2; Số tia vây ở vây hậu môn: 12–13; Số tia vây ở vây ngực: 17–18.

## Sinh thái học
Như những loài cá hề khác, A. pacificus cũng là một loài lưỡng tính tiền nam (cá cái trưởng thành đều phải trải qua giai đoạn là cá đực) nên cá đực có kích thước nhỏ hơn cá cái. Một con cá cái sẽ sống thành nhóm cùng với một con đực lớn (đảm nhận chức năng sinh sản) và nhiều con đực nhỏ hơn. Khi cá cái chết đi hoặc biến mất, cá đực lớn sẽ chuyển đổi giới tính thành cá cái và đứng đầu đàn. Trứng được cá đực lớn bảo vệ và chăm sóc cho đến khi chúng nở.
Thức ăn của A. pacificus là động vật phù du, một số loài thủy sinh không xương sống nhỏ và tảo.